# Jean Lyons
Lorna Jean Elderkin Lyons (* 1921 oder 1922 in Vancouver/British Columbia; † 21. Dezember 2005) war eine kanadische Musikpädagogin und Pianistin.

## Leben
Lyons begann im Alter von zwölf Jahren Klavier zu spielen und begann dann, selbst in Powell River zu unterrichten. In den 1950er Jahren vervollkommnete sie ihre Ausbildung bei Alberto Guerrero am Konservatorium von Toronto und bei Stephen Balogh an der Cornish College of the Arts in Seattle. 
1963 gründete Lyons in Vancouver die Jean Lyons School of Music. Die Schule begann ihre Arbeit mit drei Lehrern und einhundert Schülern. Seit den 2000er Jahren werden etwa dreihundert Studenten von sechzehn Lehrern unterrichtet. Zu den Absolventen der Schule zählen die Pianistinnen Alexina Louie und Wanda Louie und die Mitglieder des Quatuor Piano George Kamiya, Joseph Tong, Michael Cheung und Richard Ho.